# Lithurgus scabrosus
Lithurgus scabrosus là một loài Hymenoptera trong họ Megachilidae. Loài này được Smith mô tả khoa học năm 1859.

## Hình ảnh

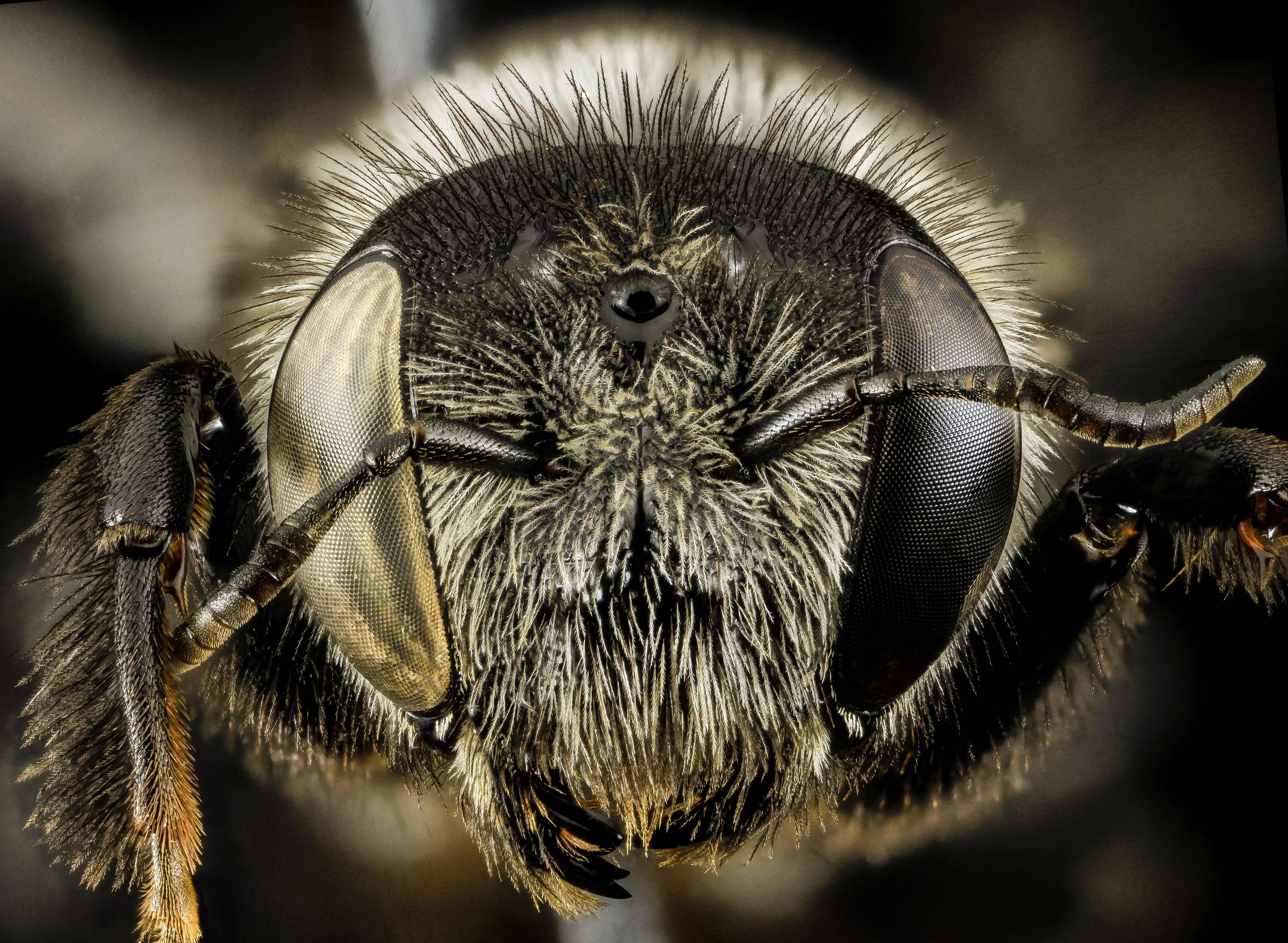
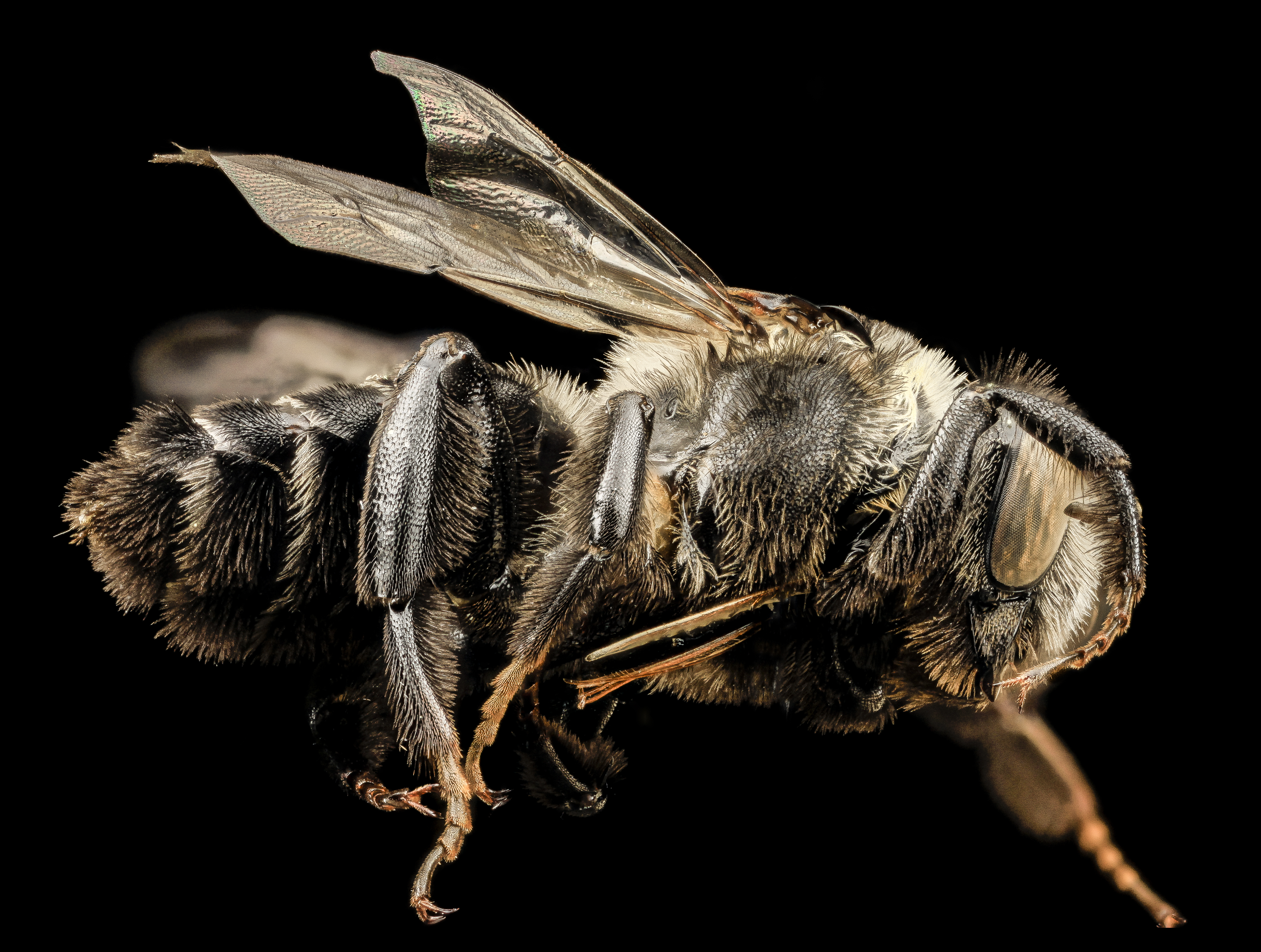